# Enallagma rua
Enallagma rua là một loài chuồn chuồn kim trong họ Coenagrionidae.
Enallagma rua được Donnelly miêu tả khoa học năm 1968.